# فانا فيغالا
فانا فيغالا (بالإستونيَّة: Vana-Vigala)، قرية تتبع دائرة ماريما في مقاطعة رابلا غرب إستونيا.

## معرض صور

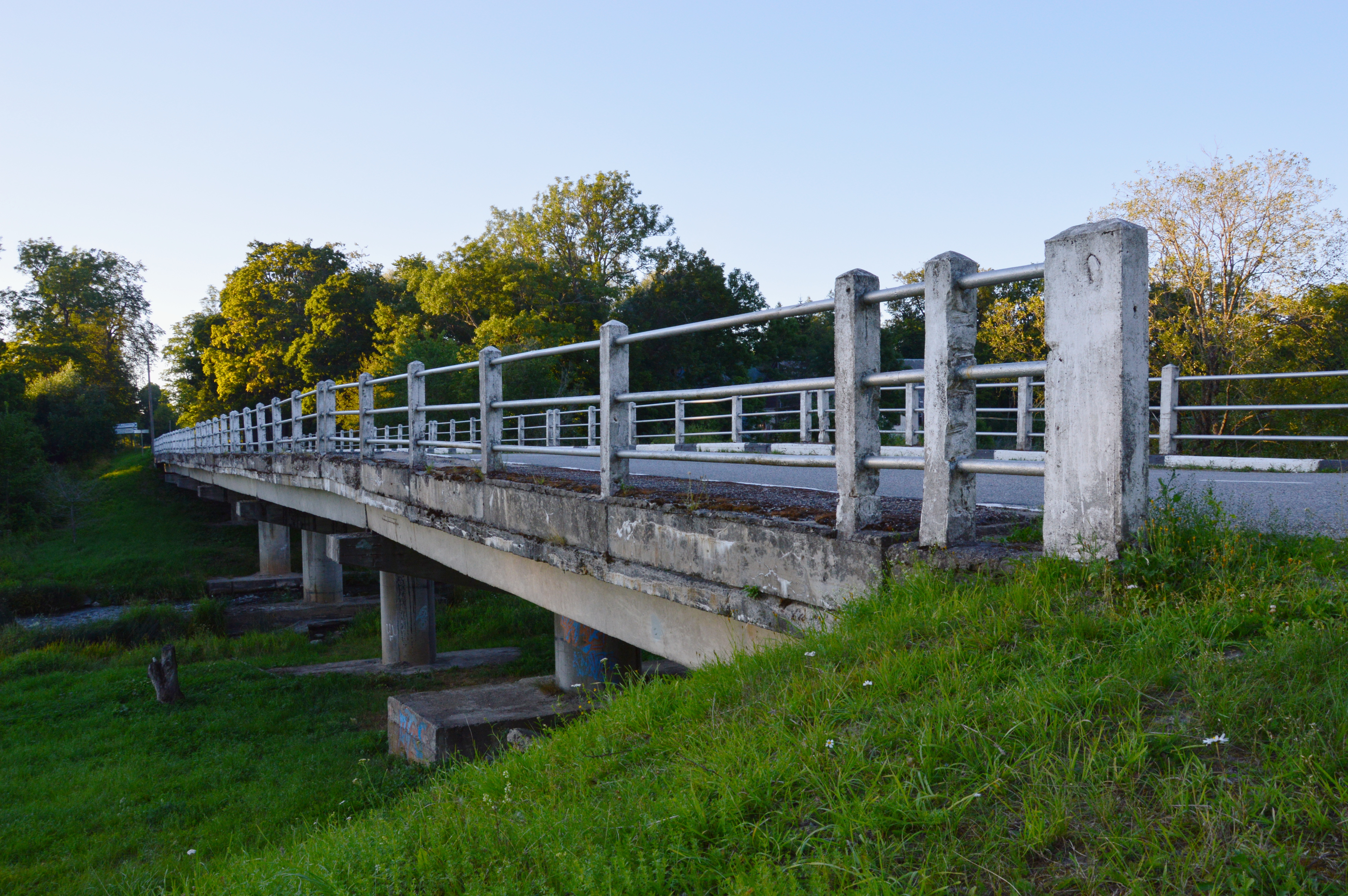
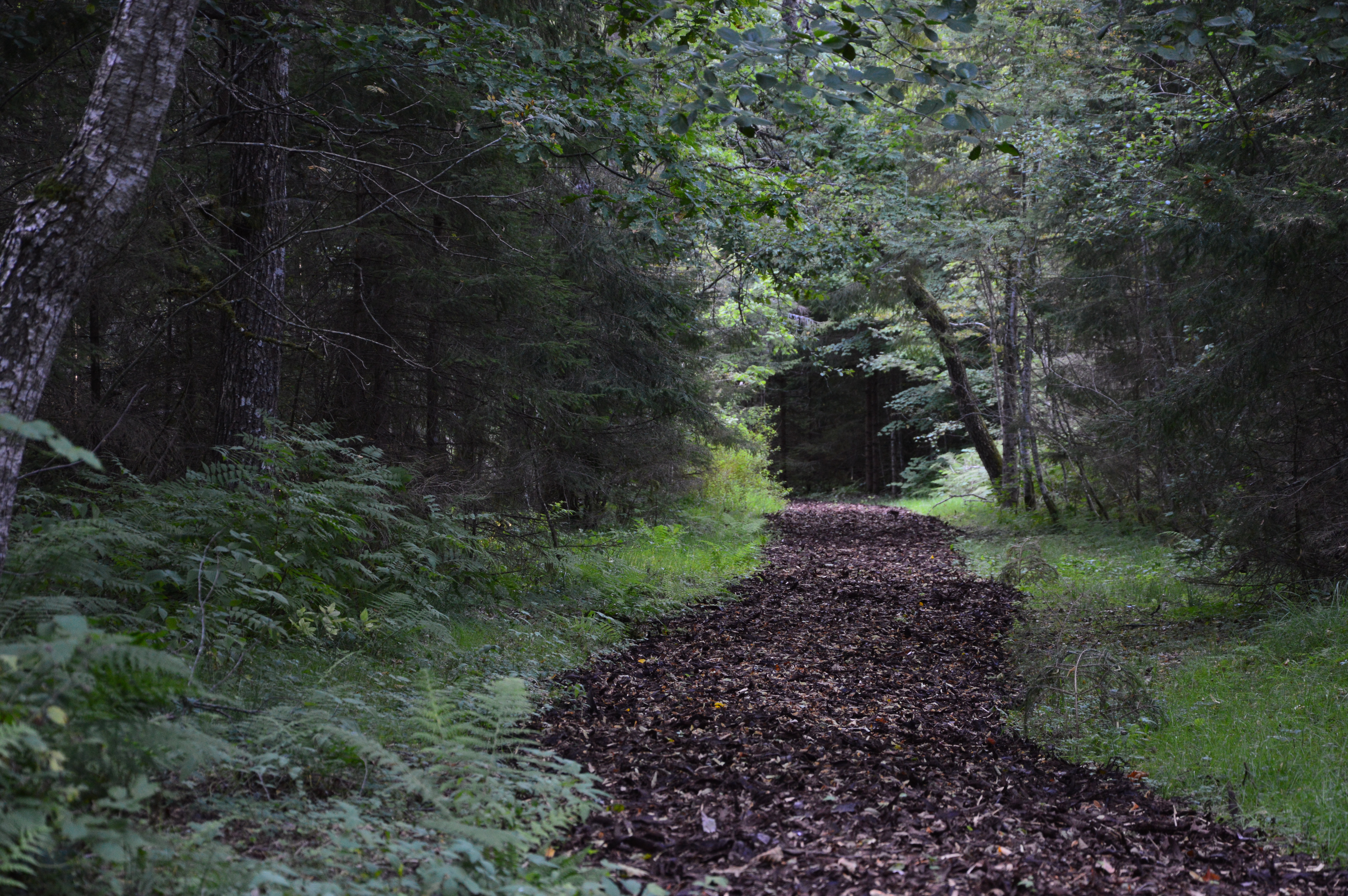
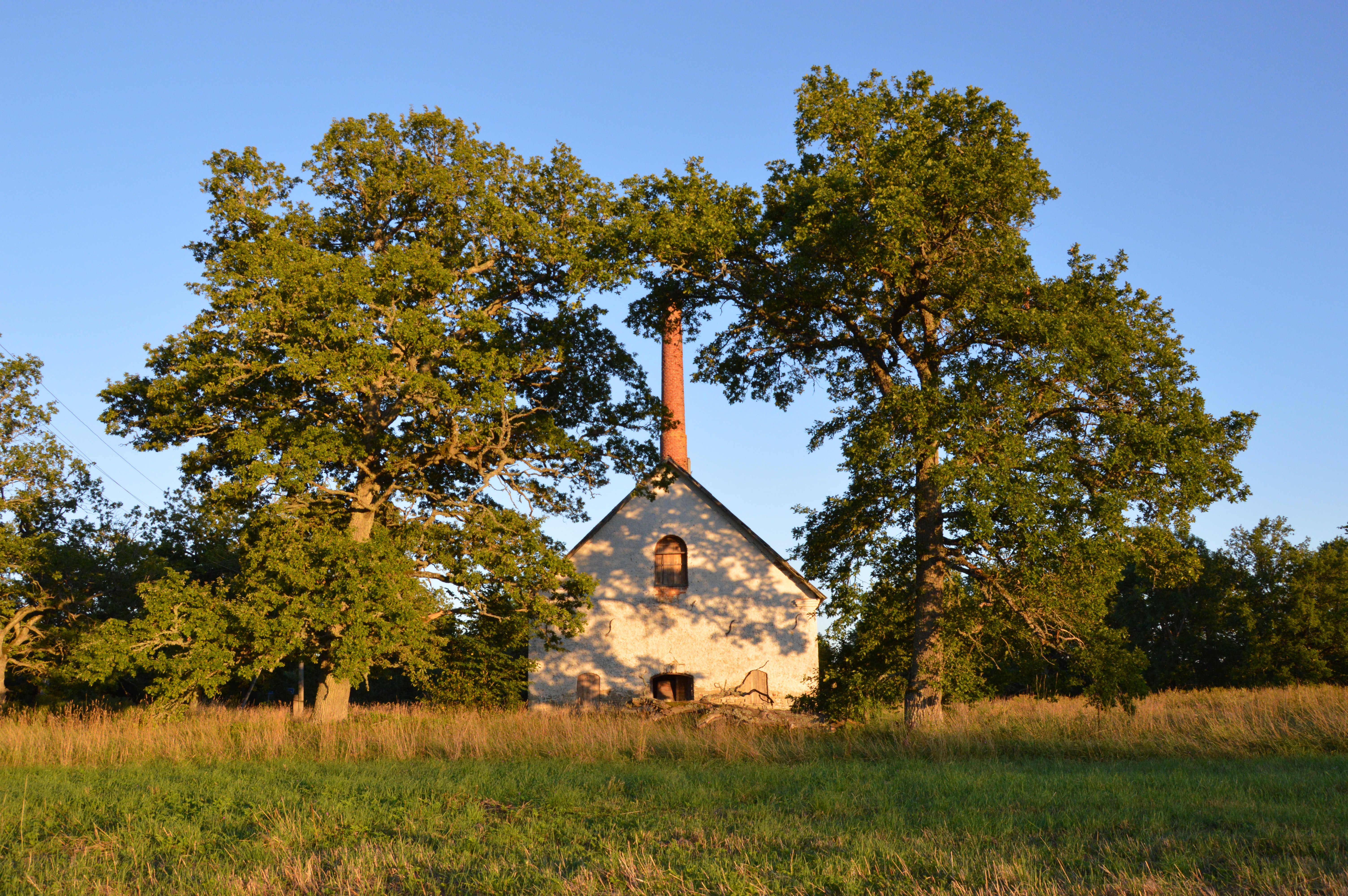
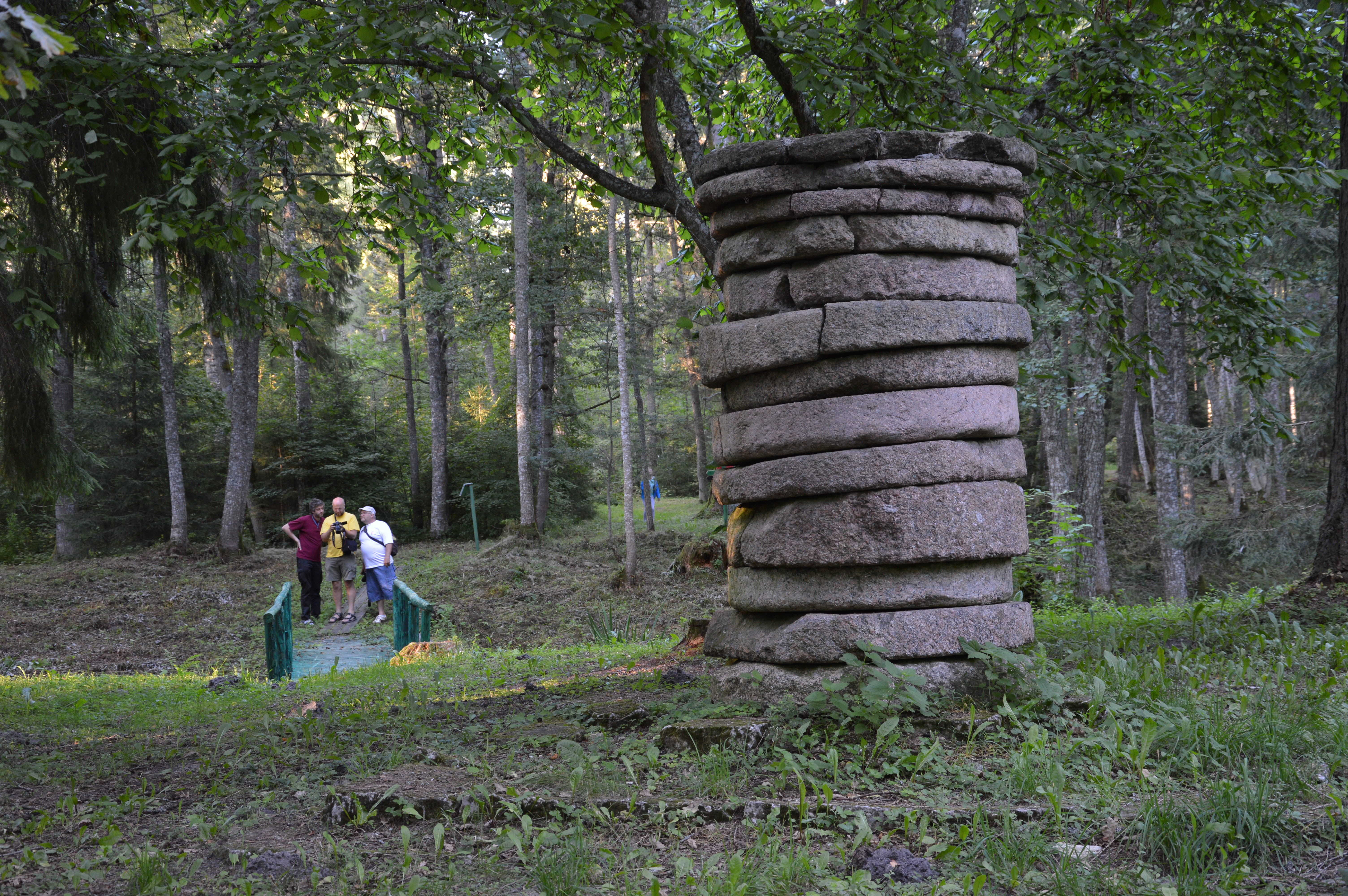
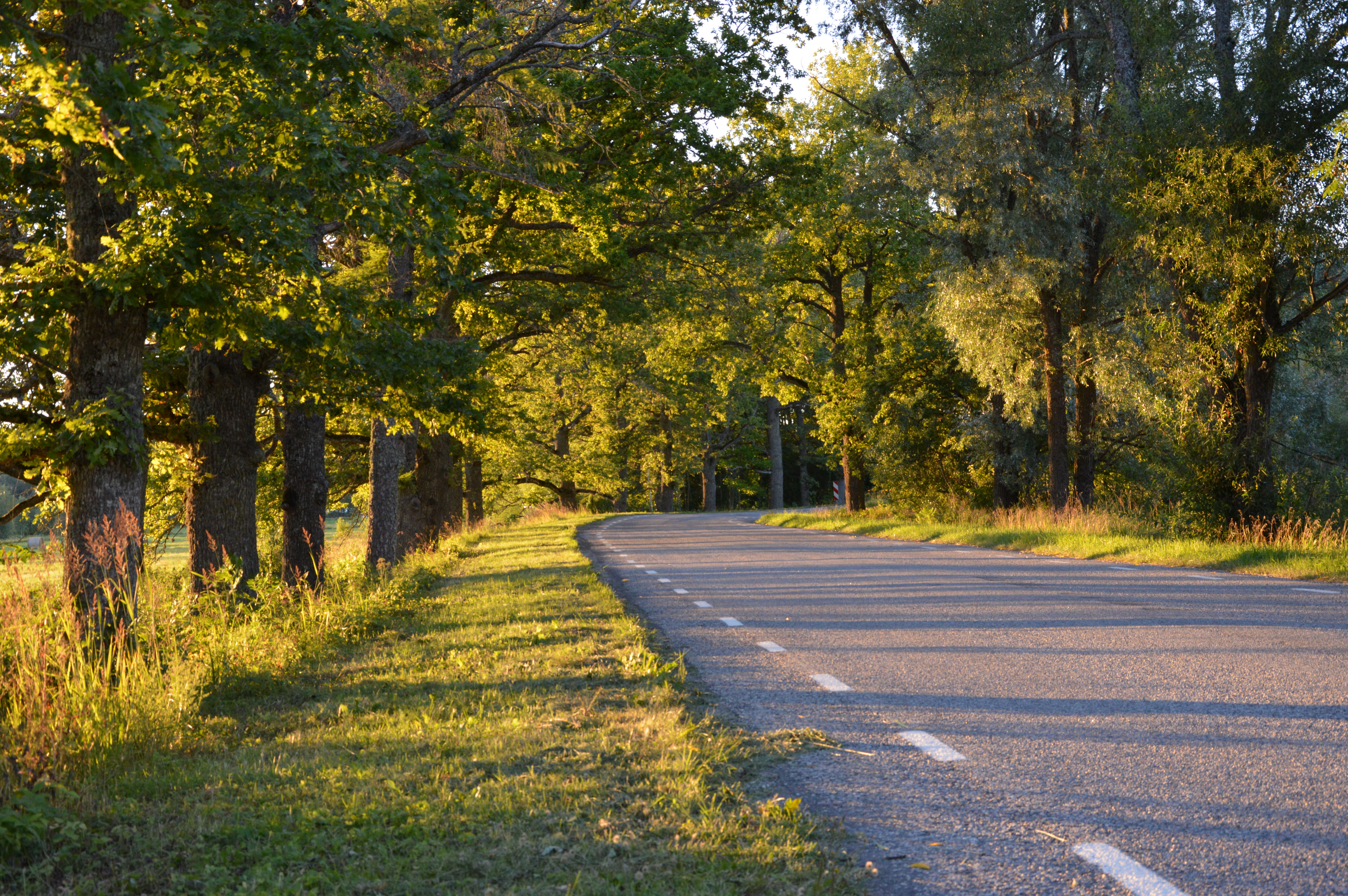
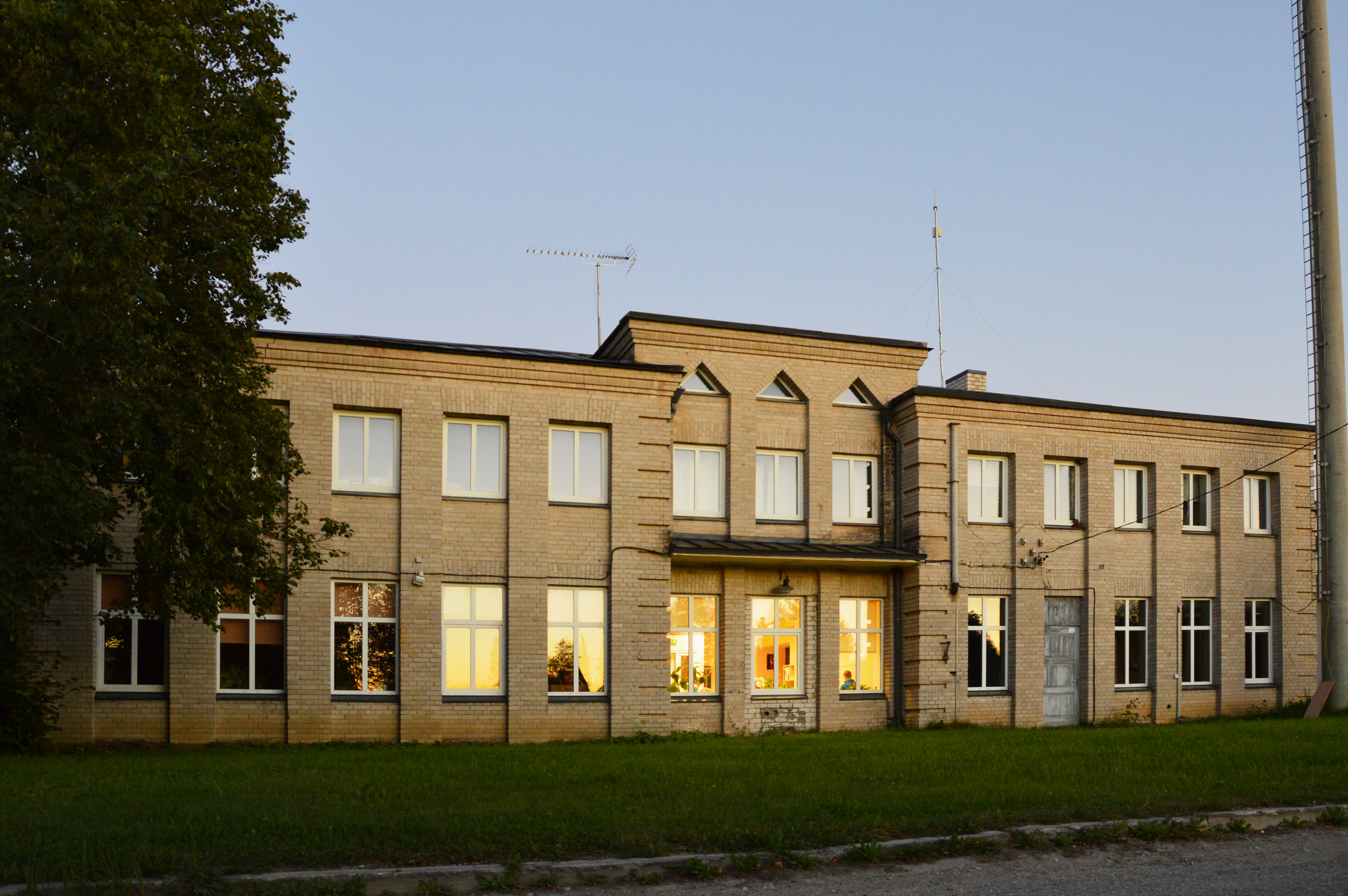